# Олійник Анатолій Олексійович
Олійник Анатолій Олексійович (1942, Бахмут, Українська РСР — 26 лютого 2000) — міський голова Миколаєва з квітня 1998 року по лютий 2000 року.

## Біографія
Народився в родині робочого у місті Бахмут, куди сімʼя переїхала, біжучи від війни. У 1945 році родина повернулась до Миколаєва. У 1958 році закінчив середню школу №16. З 1959 року працював столаром на заводі залізобетонних виробів. У 1961-1964 роках проходив службу у збройних силах.
У 1965-1968 роках навчався у будівничому технікумі. Після випуску працював майстром, інженером, начальником цеху та головним інженером у "Миколаївзалізобетон". У 1974-1980 роках навчався в Одеському інженерно-будівельному інституті. З 1975 року працював директором заводу "ЗБВ" тресту "Миколаївсільбуд".

## Політична діяльність
У 1984 році був обраний головою виконавчого комітету Центральної районної ради. Був обраним на цей пост повторно у 1991 та 1994 роках. Був членом виконавчого комітету міської ради у 1991-1994 роках. У 1998 році було обрано на посаду мера міста Миколаєва.

## Посада мера
Під його керівництвом було побудовано та розширено дорожнє покриття проспекту Героїв України, відкрито територіальний центр соціальної допомоги самотнім і літнім громадянам, центр реабілітації для дітей-інвалідів, проведена газифікація Варварівки та Матвіївки.
У 1999 році міськвиконком повністю погасив всі заборгованості за заробітну плату, за кредитами в банках, до Пенсійного фонду тощо. У 1999 році введені в експлуатацію два житлових будинки, школа в мікрорайоні "Північний", закладено Свято-Симеонівський собор.

## Нагороди
Нагороджений орденом Нестора Літописця (1999 рік), почесний громадянин міста Миколаєва 1999 року.

## Смерть
26 лютого 2000 року помер від онкологічної хвороби після двох років на посаді мера.